# Aricanduva
Aricanduva é um município brasileiro do estado de Minas Gerais. Sua população recenseada em 2022 era de 4 719 habitantes.

## Geografia
Localiza-se na Mesorregião do Vale do Jequitinhonha. 

## Galeria de Imagens

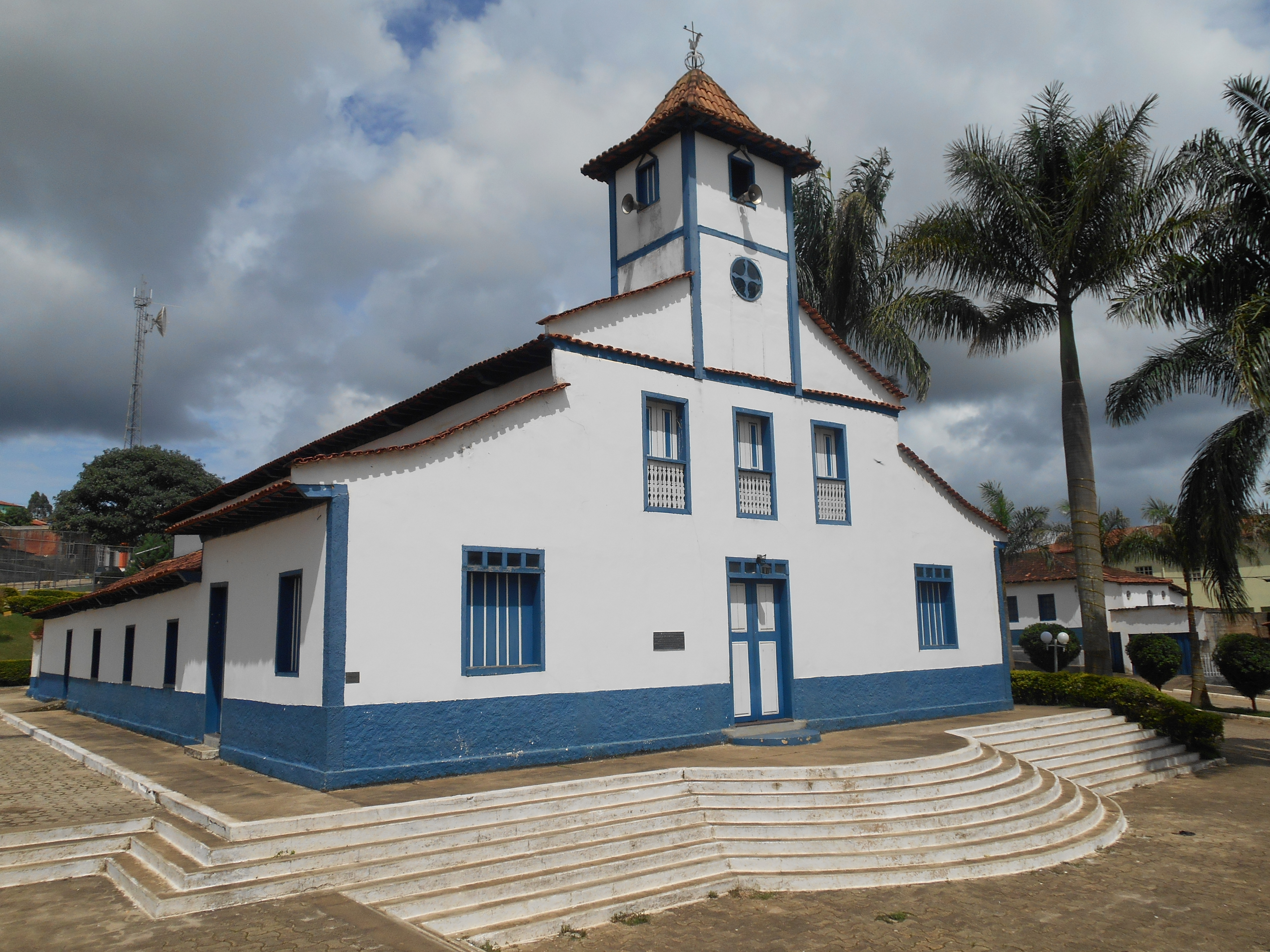
Igreja Matriz de Nossa Senhora do Livramento
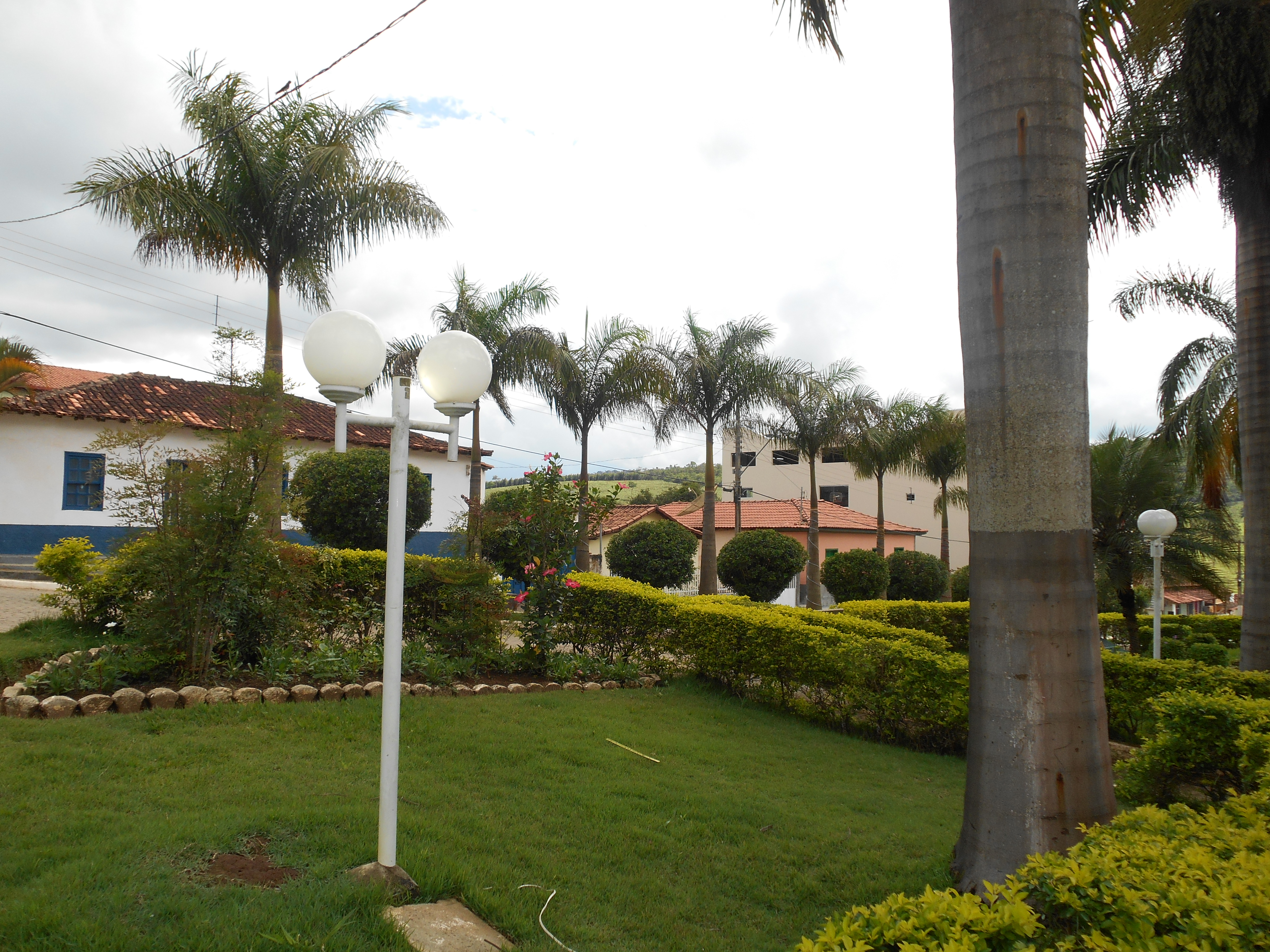
Praça da Matriz
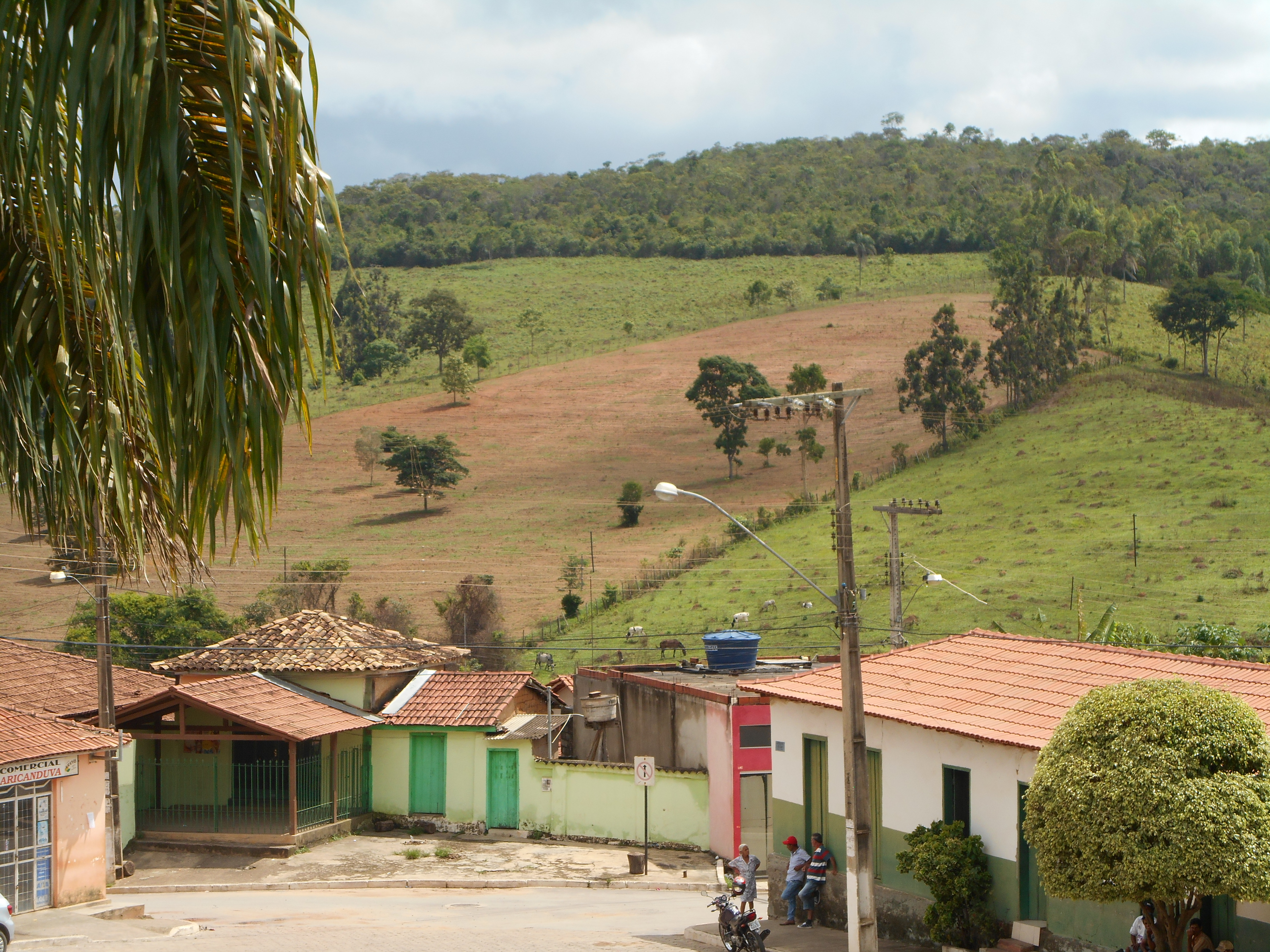
Serras que circundam Aricanduva